# Det Søndenfjelds-Norske Dampskibsselskab
Det Søndenfjelds-Norske Dampskibsselskab AS, omtalat som Søndenfjeldske, senare namnändrat till DSND AS, var ett norskt rederi och senare investmentbolag. Det bildades i juni 1854 i Kristiania av affärsmän i Kristiania och Kristiansand.
Rederiet började med att öppna en fraktrutt mellan Kristiania och Hamburg i Tyskland. Trafiknätet utvidgades så småningom till andra tyska hamnar och till Le Havre i Frankrike. Förutom gods tog fartygen, som hade namn efter vikingatida kungar, också passagerare. Efter första världskriget utvidgades passagerartrafiken till Östersjön och Finland, delvis i samarbete med Fred. Olsen. Linjetrafiken mellan Norge och Tyskland fortsatte under ockupationen.
Under andra världskriget blev det norska rederiet Wilh. Wilhelmsen majoritetsägare i Søndenfjeldske. Fartygen behöll sin gamla rederiflagga och sina kunganamn, men på skorstenarna byttes rederiets två vita ringar mot Wilh. Wilhelmsens blå ringar. 
Rederiet anskaffade flera nya fartyg efter andra världskriget, men klarade inte omläggningen av trafiken från styckegodshantering till container- och RoRo-hantering. År 1964 lades rederiets passagerartrafik mellan Oslo och Hamburg ned, och företaget hade en låg aktivitet fram till 1985, då det omorganiserades som ett investmentbolag med inriktning på offshoreindustri.
År 1986 fusionerade bolaget med Tønsberg Hvalfangeri. Søndenfjeldske behöll sitt namn till in på 1990-talet, då det namnändrades till DSND AS. Det hade då rekord som Norges äldsta börsnoterade rederi. 
Omkring år 2000 var DSND en koncern med dotterbolag både i Norge och utlandet. Det sysslade huvudsakligen med olje- och offshoreverksamhet. DSND blev 2002 hälftendelägare med Halliburton i offshoreanläggningsföretaget Subsea 7, som börsnoterades 2005.
År 2011 fusionerade DSND med Subsea 7.